# Мало Полє (Айдовщина)
Мало Полє (словен. Malo Polje) — невелике поселення в горах Словенії на північний схід від м. Цол в общині Айдовщина. Висота над рівнем моря: 786,2 метрів.